# Euphorbia tettensis
Euphorbia tettensis är en törelväxtart som beskrevs av Johann Friedrich Klotzsch. Euphorbia tettensis ingår i släktet törlar, och familjen törelväxter. Inga underarter finns listade i Catalogue of Life.